# St. Peter und Paul (Worbis)

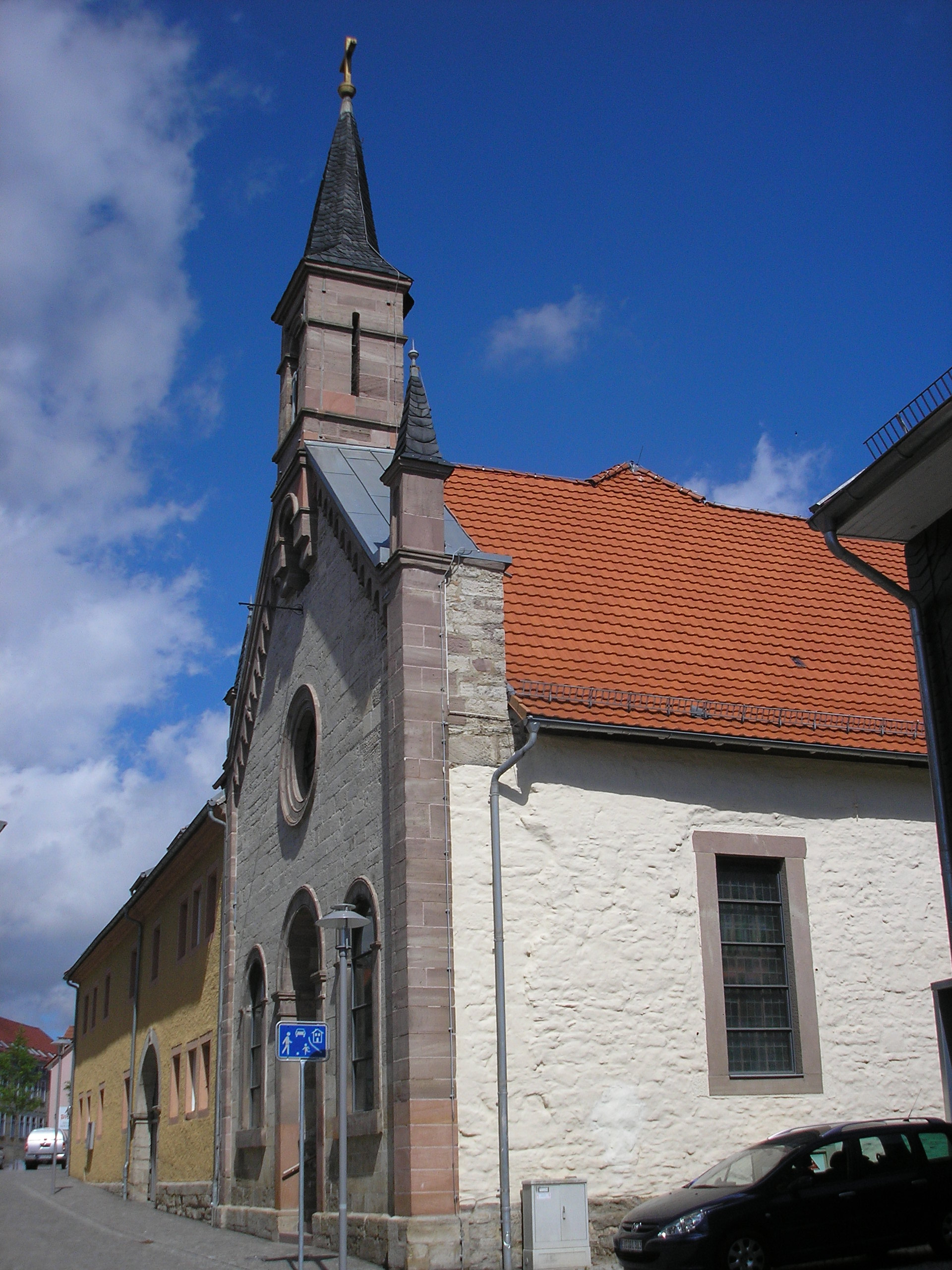
St. Peter und Paul

Die evangelische Kirche St. Peter und Paul steht im Stadtteil Worbis der Stadt Leinefelde-Worbis im Landkreis Eichsfeld in Thüringen.

## Geschichte
Die im kurmainzischen Eichsfeld um 1574 eingeleitete Gegenreformation führte dazu, dass es auch in Worbis bis 1802/1803 nur katholischen Gottesdienst gab. Mit dem Reichsdeputationshauptschluss 1802 bekam Preußen auch das Eichsfeld zugesprochen. Dieses wurde von 1807 bis 1813 Teil des Königreichs Westphalen und kam nach dessen Auflösung wieder zu Preußen. Den wenigen evangelischen Christen war hiermit Glaubensfreiheit gewährt. Im Jahr 1825 nutzten sie einen eigens eingerichteten Saal im verfallenen St.-Petri-Kloster Worbis für den Gottesdienst. Worbis wurde Sitz des Landkreises Worbis, so dass die Gemeinde durch die Ansiedlung preußischer Beamter anwuchs und Bedarf nach einer angemessenen Gottesdienststätte anmeldete. Am Rosenmarkt in Worbis fand sich ein leerstehendes Domänengebäude, der Fruchtschütteboden, sowie ein leerer Schafstall. Diese Gebäude erhielten die Protestanten zur Nutzung. Dank des Engagements des Hilfspredigers Meinshausen machte der König die Immobilie der evangelischen Gemeinde zum Geschenk. Am 2. Advent, dem 5. Dezember 1847, wurde das neue Gotteshaus eingeweiht.
Die Kirchgemeinde konstituierte sich am 25. Juli 1857 als eigenständige evangelische Worbiser Kirchengemeinde von Kirchworbis, Breitenbach, Gernrode, Leinefelde und Beuren.

## Ausstattung
Das evangelische Gotteshaus bekam 1858 einen massiven Giebel und an der Straßenseite einen Dachreiter mit zwei Glocken. Im benachbarten Wohnhaus wohnte bis 1990 der Küster. Außerdem war auch Platz im Gebäude für die evangelische Jugend vorhanden.
Von 2004 bis 2005 wurde die Einrichtung saniert. Ein Konfirmandenheim wurde eingerichtet. Im Zuge der Renovierung spendete der Landrat des Landkreises Eichsfeld, Werner Henning, einen Taufstein. Auch die Räume wurden den veränderten Bedingungen angepasst.